# 先入先出法
先入先出法（さきいれさきだしほう）とは、先に取得したものから順に払い出されると仮定して、棚卸資産の取得原価を払出原価と期末原価に配分する方法である。英語では、FIFO（First In, First Out）という。

## 長所
1. 原価配分の仮定と物の流れが一致すること
2. その結果、物価変動時（価格変動時）にも、期末棚卸資産の貸借対照表価額が時価に近似すること

## 短所
1. 物価変動時（価格変動時）には、期末棚卸資産の名目資本を維持するだけで、期首棚卸資産の保有損益（保有利得）が損益計算（分配可能利益）に混入してしまうこと
2. その結果、同一物価水準による費用収益の対応ができなくなること